# Bruce-hatás
A Bruce-hatás az, hogy a vemhes nőstény elvetél, ha a territóriumán belül megérzi egy idegen hím egyed szagát. Egyes emlősöknél megfigyelhető, bizonyos feromonok hatására bekövetkező vetélést Hilda M. Bruce jegyezte le először 1959-ben. 
A jelenséget megfigyelték egereknél, oroszlánoknál, illetve dzseládapáviánoknál is.  A jelenség evolúciósan adaptív lehet: a nőstény a vetéléssel megspórolhatja a szülői ráfordítás költségeit (amely az ő részéről eleve sokkal nagyobb, mint hím társáé). A vetélés adaptivitásának oka az, hogy az idegen hím valószínűleg megölné a születendő utódot.
Abból, hogy az idegen hím képes volt behatolni a territóriumba, az utód megölésén kívül még valami következhet: a rivális hím vagy azért rátermettebb az utódnemzésre az apánál, mert megsértette annak territóriumát, vagy pedig az apa nem elég rátermett saját territóriumának védelmezésére. Mindebből következhet, hogy az idegen hím génkészlete az utódgondozás szempontjából kedvezőbb.